# Cena BAFTA za nejlepší režii
Cena BAFTA za nejlepší režii je ocenění každoročně udělované Britskou akademií filmového a televizního umění (British Academy of Film and Television Arts, BAFTA). Jedná se o obdobu amerických cen Oscar. Ocenění je udělováno od roku 1969 (první kategorie vznikly už v roce 1948).

## Vítězové a nominovaní
| Rok  | Režisér              | Za režii snímku         |
| ---- | -------------------- | ----------------------- |
| 1968 | Mike Nichols         | Absolvent               |
| 1968 | Lindsay Anderson     | Kdyby...                |
| 1968 | Franco Zeffirelli    | Romeo a Julie           |
| 1968 | Carol Reed           | Oliver!                 |
| 1969 | John Schlesinger     | Půlnoční kovboj         |
| 1969 | Richard Attenborough | Jaká to rozkošná válka! |
| 1969 | Ken Russell          | Zamilované ženy         |
| 1969 | Peter Yates          | Bullittův případ        |

### Sedmdesátá léta
| Rok  | Režisér              | Za režii snímku                   |
| ---- | -------------------- | --------------------------------- |
| 1970 | George Roy Hill      | Butch Cassidy a Sundance Kid      |
| 1970 | Robert Altman        | M*A*S*H                           |
| 1970 | David Lean           | Ryanova dcera                     |
| 1970 | Ken Loach            | Kes                               |
| 1971 | John Schlesinger     | Mizerná neděle                    |
| 1971 | Miloš Forman         | Taking Off                        |
| 1971 | Joseph Losey         | Posel                             |
| 1971 | Luchino Visconti     | Smrt v Benátkách                  |
| 1972 | Bob Fosse            | Kabaret                           |
| 1972 | Peter Bogdanovich    | Šakal                             |
| 1972 | William Friedkin     | Francouzská spojka                |
| 1972 | Stanley Kubrick      | Mechanický pomeranč               |
| 1973 | François Truffaut    | Americká noc                      |
| 1973 | Luis Buñuel          | Nenápadný půvab buržoazie         |
| 1973 | Nicolas Roeg         | Teď se nedívej                    |
| 1973 | Fred Zinnemann       | Šakal                             |
| 1974 | Roman Polanski       | Čínská čtvrť                      |
| 1974 | Francis Ford Coppola | Kmotr II                          |
| 1974 | Sidney Lumet         | Vražda v Orient expresu / Serpico |
| 1974 | Louis Malle          | Lacombe Lucien                    |
| 1975 | Stanley Kubrick      | Barry Lyndon                      |
| 1975 | Sidney Lumet         | Psí odpoledne                     |
| 1975 | Martin Scorsese      | Alice už tu nebydlí               |
| 1975 | Steven Spielberg     | Čelisti                           |
| 1976 | Miloš Forman         | Přelet nad kukaččím hnízdem       |
| 1976 | Alan J. Pakula       | Všichni prezidentovi muži         |
| 1976 | Alan Parker          | Bugsy Malone                      |
| 1976 | Martin Scorsese      | Taxikář                           |
| 1977 | Woody Allen          | Annie Hallová                     |
| 1977 | Richard Attenborough | Příliš vzdálený most              |
| 1977 | John G. Avildsen     | Rocky                             |
| 1977 | Sidney Lumet         | Network                           |
| 1978 | Alan Parker          | Půlnoční expres                   |
| 1978 | Robert Altman        | Svatba                            |
| 1978 | Steven Spielberg     | Blízká setkání třetího druhu      |
| 1978 | Fred Zinnemann       | Julia                             |
| 1979 | Francis Ford Coppola | Apokalypsa                        |
| 1979 | Michael Cimino       | Lovec jelenů                      |
| 1979 | Woody Allen          | Manhattan                         |
| 1979 | John Schlesinger     | Amíci                             |

### Osmdesátá léta
| Rok  | Režisér              | Za režii snímku            |
| ---- | -------------------- | -------------------------- |
| 1980 | Akira Kurosawa       | Kagemuša                   |
| 1980 | David Lynch          | Sloní muž                  |
| 1980 | Alan Parker          | Sláva                      |
| 1980 | Robert Benton        | Kramerová versus Kramer    |
| 1981 | Louis Malle          | Atlantic City              |
| 1981 | Bill Forsyth         | Gregory's Girl             |
| 1981 | Hugh Hudson          | Ohnivé vozy                |
| 1981 | Karel Reisz          | Francouzova milenka        |
| 1982 | Richard Attenborough | Gándhí                     |
| 1982 | Costa-Gavras         | Nezvěstný                  |
| 1982 | Mark Rydell          | Na Zlatém jezeře           |
| 1982 | Steven Spielberg     | E.T. – Mimozemšťan         |
| 1983 | Bill Forsyth         | Místní hrdina              |
| 1983 | James Ivory          | Heat and Dust              |
| 1983 | Sydney Pollack       | Tootsie                    |
| 1983 | Martin Scorsese      | Král komedie               |
| 1984 | Wim Wenders          | Paříž, Texas               |
| 1984 | Roland Joffé         | Vražedná pole              |
| 1984 | Sergio Leone         | Tenkrát v Americe          |
| 1984 | Peter Yates          | Garderobiér                |
| 1986 | Woody Allen          | Hana a její sestry         |
| 1986 | Roland Joffé         | Mise                       |
| 1986 | Neil Jordan          | Mona Lisa                  |
| 1986 | James Ivory          | Pokoj s vyhlídkou          |
| 1987 | Oliver Stone         | Četa                       |
| 1987 | Richard Attenborough | Volání svobody             |
| 1987 | Claude Berri         | Jean od Floretty           |
| 1987 | John Boorman         | Naděje a sláva             |
| 1988 | Louis Malle          | Na shledanou, chlapci      |
| 1988 | Gabriel Axel         | Babettina hostina          |
| 1988 | Bernardo Bertolucci  | Poslední císař             |
| 1988 | Charles Crichton     | Ryba jménem Wanda          |
| 1989 | Kenneth Branagh      | Jindřich V.                |
| 1989 | Stephen Frears       | Nebezpečné známosti        |
| 1989 | Alan Parker          | Hořící Mississippi         |
| 1989 | Peter Weir           | Společnost mrtvých básníků |

### Devadesátá léta
| Rok  | Režisér              | Za režii snímku                   |
| ---- | -------------------- | --------------------------------- |
| 1990 | Martin Scorsese      | Mafiáni                           |
| 1990 | Woody Allen          | Zločiny a poklesky                |
| 1990 | Bruce Beresford      | Řidič slečny Daisy                |
| 1990 | Giuseppe Tornatore   | Bio Ráj                           |
| 1991 | Alan Parker          | The Commitments                   |
| 1991 | Kevin Costner        | Tanec s vlky                      |
| 1991 | Ridley Scott         | Thelma a Louise                   |
| 1991 | Jonathan Demme       | Mlčení jehňátek                   |
| 1992 | Robert Altman        | Hráč                              |
| 1992 | Clint Eastwood       | Nesmiřitelní                      |
| 1992 | James Ivory          | Rodinné sídlo                     |
| 1992 | Neil Jordan          | Hra na pláč                       |
| 1993 | Steven Spielberg     | Schindlerův seznam                |
| 1993 | Richard Attenborough | Krajina stínů                     |
| 1993 | Jane Campion         | Piano                             |
| 1993 | James Ivory          | Soumrak dne                       |
| 1994 | Mike Newell          | Čtyři svatby a jeden pohřeb       |
| 1994 | Krzysztof Kieślowski | Tři barvy: Červená                |
| 1994 | Quentin Tarantino    | Pulp Fiction: Historky z podsvětí |
| 1994 | Robert Zemeckis      | Forrest Gump                      |
| 1995 | Michael Radford      | Pošťák                            |
| 1995 | Mel Gibson           | Statečné srdce                    |
| 1995 | Nicholas Hytner      | Šílenství krále Jiřího            |
| 1995 | Ang Lee              | Rozum a cit                       |
| 1996 | Joel Coen            | Fargo                             |
| 1996 | Scott Hicks          | Záře                              |
| 1996 | Anthony Minghella    | Anglický pacient                  |
| 1996 | Mike Leigh           | Tajnosti a lži                    |
| 1997 | Baz Luhrmann         | Romeo a Julie                     |
| 1997 | James Cameron        | Titanic (Titanic)                 |
| 1997 | Peter Cattaneo       | Do naha!                          |
| 1997 | Curtis Hanson        | L. A. – Přísně tajné              |
| 1998 | Peter Weir           | Truman Show                       |
| 1998 | Shekhar Kapur        | Královna Alžběta                  |
| 1998 | John Madden          | Zamilovaný Shakespeare            |
| 1998 | Steven Spielberg     | Zachraňte vojína Ryana            |
| 1999 | Pedro Almodóvar      | Vše o mé matce                    |
| 1999 | Sam Mendes           | Americká krása                    |
| 1999 | Neil Jordan          | Hranice lásky                     |
| 1999 | Anthony Minghella    | Talentovaný pan Ripley            |
| 1999 | M. Night Shyamalan   | Šestý smysl                       |

### První desetiletí 21. století
| Rok  | Režisér                          | Za režii snímku                            |
| ---- | -------------------------------- | ------------------------------------------ |
| 2000 | Ang Lee                          | Tygr a drak                                |
| 2000 | Steven Soderbergh                | Traffic – nadvláda gangů (Traffic)         |
| 2000 | Steven Soderbergh                | Erin Brockovich                            |
| 2000 | Stephen Daldry                   | Billy Elliot                               |
| 2000 | Ridley Scott                     | Gladiátor                                  |
| 2001 | Peter Jackson                    | Pán prstenů: Společenstvo Prstenu          |
| 2001 | Robert Altman                    | Gosford Park                               |
| 2001 | Ron Howard                       | Čistá duše                                 |
| 2001 | Jean-Pierre Jeunet               | Amélie z Montamartu                        |
| 2001 | Baz Luhrmann                     | Moulin Rouge!                              |
| 2002 | Roman Polański                   | Pianista                                   |
| 2002 | Stephen Daldry                   | Hodiny                                     |
| 2002 | Peter Jackson                    | Pán prstenů: Dvě věže                      |
| 2002 | Rob Marshall                     | Chicago                                    |
| 2002 | Martin Scorsese                  | Gangy New Yorku                            |
| 2003 | Peter Weir                       | Master & Commander: Odvrácená strana světa |
| 2003 | Tim Burton                       | Velká ryba                                 |
| 2003 | Peter Jackson                    | Pán prstenů: Návrat krále                  |
| 2003 | Sofia Coppola                    | Ztraceno v překladu                        |
| 2003 | Anthony Minghella                | Návrat do Cold Mountain                    |
| 2004 | Mike Leigh                       | Vera Drake – Žena dvou tváří               |
| 2004 | Marc Forster                     | Hledání Země Nezemě                        |
| 2004 | Michel Gondry                    | Věčný svit neposkvrněné mysli              |
| 2004 | Michael Mann                     | Collateral                                 |
| 2004 | Martin Scorsese                  | Letec                                      |
| 2005 | Ang Lee                          | Zkrocená hora                              |
| 2005 | George Clooney                   | Dobrou noc a hodně štěstí                  |
| 2005 | Paul Haggis                      | Crash                                      |
| 2005 | Fernando Meirelles               | Nepohodlný                                 |
| 2005 | Bennett Miller                   | Capote                                     |
| 2006 | Paul Greengrass                  | Let číslo 93                               |
| 2006 | Jonathan Dayton a Valerie Faris  | Malá Miss Sunshine                         |
| 2006 | Martin Scorsese                  | Skrytá identita                            |
| 2006 | Alejandro González Iñárritu      | Babel                                      |
| 2006 | Stephen Frears                   | Královna                                   |
| 2007 | Joel Coen a Ethan Coen           | Tahle země není pro starý                  |
| 2007 | Paul Thomas Anderson             | Až na krev                                 |
| 2007 | Paul Greengrass                  | Bourneovo ultimátum                        |
| 2007 | Joe Wright                       | Pokání                                     |
| 2007 | Florian Henckel von Donnersmarck | Životy těch druhých                        |
| 2008 | Danny Boyle                      | Milionář z chatrče                         |
| 2008 | Stephen Daldry                   | Předčítač                                  |
| 2008 | Clint Eastwood                   | Výměna                                     |
| 2008 | David Fincher                    | Podivuhodný případ Benjamina Buttona       |
| 2008 | Ron Howard                       | Duel Frost/Nixon                           |
| 2009 | Kathryn Bigelow                  | Smrt čeká všude                            |
| 2009 | Neill Blomkamp                   | District 9                                 |
| 2009 | James Cameron                    | Avatar                                     |
| 2009 | Quentin Tarantino                | Hanebný pancharti                          |
| 2009 | Lone Scherfig                    | Škola života                               |

### Druhé desetiletí 21. století
| Rok  | Režisér                     | Za režii snímku                   |
| ---- | --------------------------- | --------------------------------- |
| 2010 | David Fincher               | Sociální síť                      |
| 2010 | Tom Hooper                  | Králova řeč                       |
| 2010 | Darren Aronofsky            | Černá labuť                       |
| 2010 | Christopher Nolan           | Počátek                           |
| 2010 | Danny Boyle                 | 127 hodin                         |
| 2011 | Michel Hazanavicius         | Umělec                            |
| 2011 | Tomas Alfredson             | Jeden musí z kola ven             |
| 2011 | Lynne Ramsay                | Musíme si promluvit o Kevinovi    |
| 2011 | Nicolas Winding Refn        | Drive                             |
| 2011 | Martin Scorsese             | Hugo a jeho velký objev           |
| 2012 | Ben Affleck                 | Argo                              |
| 2012 | Kathryn Bigelow             | 30 minut po půlnoci               |
| 2012 | Ang Lee                     | Pí a jeho život                   |
| 2012 | Michael Haneke              | Láska                             |
| 2012 | Quentin Tarantino           | Nespoutaný Django                 |
| 2013 | Alfonso Cuarón              | Gravitace                         |
| 2013 | Paul Greengrass             | Kapitán Phillips                  |
| 2013 | Steve McQueen               | 12 let v řetězech                 |
| 2013 | David O. Russell            | Špinavý trik                      |
| 2013 | Martin Scorsese             | Vlk z Wall Street                 |
| 2014 | Richard Linklater           | Chlapectví                        |
| 2014 | Wes Anderson                | Grandhotel Budapešť               |
| 2014 | Damien Chazelle             | Whiplash                          |
| 2014 | James Marsh                 | Teorie všeho                      |
| 2014 | Alejandro González Iñárritu | Birdman                           |
| 2015 | Alejandro González Iñárritu | Revenant Zmrtvýchvstání           |
| 2015 | Todd Haynes                 | Carol                             |
| 2015 | Adam McKay                  | Sázka na nejistotu                |
| 2015 | Ridley Scott                | Marťan                            |
| 2015 | Steven Spielberg            | Most špionů                       |
| 2016 | Damien Chazelle             | La La Land                        |
| 2016 | Tom Ford                    | Noční zvířata                     |
| 2016 | Ken Loach                   | Já, Daniel Blake                  |
| 2016 | Kenneth Lonergan            | Místo u moře                      |
| 2016 | Denis Villeneuve            | Příchozí                          |
| 2017 | Guillermo del Toro          | Tvář vody                         |
| 2017 | Luca Guadagnino             | Dej mi své jméno                  |
| 2017 | Martin McDonagh             | Tři billboardy kousek za Ebbingem |
| 2017 | Denis Villeneuve            | Blade Runner 2049                 |
| 2017 | Christopher Nolan           | Dunkerk                           |
| 2018 | Alfonso Cuarón              | Roma                              |
| 2018 | Bradley Cooper              | Zrodila se hvězda                 |
| 2018 | Jorgos Lanthimos            | Favoritka                         |
| 2018 | Spike Lee                   | BlacKkKlansman                    |
| 2018 | Paweł Pawlikowski           | Studená válka                     |
| 2019 | Sam Mendes                  | 1917                              |
| 2019 | Pong Čun-ho                 | Parazit                           |
| 2019 | Todd Phillips               | Joker                             |
| 2019 | Martin Scorsese             | Irčan                             |
| 2019 | Quentin Tarantino           | Tenkrát v Hollywoodu              |

### Třetí desetiletí 21. století
| Rok  | Režisér                        | Za režii snímku          |
| ---- | ------------------------------ | ------------------------ |
| 2020 | Chloé Zhaová                   | Země nomádů              |
| 2020 | Lee Isaac Chung                | Minari                   |
| 2020 | Sarah Gavron                   | Rocks                    |
| 2020 | Shannon Murphy                 | Než skončí léto          |
| 2020 | Thomas Vinterberg              | Chlast                   |
| 2020 | Jasmila Žbanićová              | Quo Vadis, Aida?         |
| 2021 | Jane Campion                   | Síla psa                 |
| 2021 | Paul Thomas Anderson           | Lékořicová Pizza         |
| 2021 | Audrey Diwanová                | Událost                  |
| 2021 | Julia Ducournau                | Titan                    |
| 2021 | Ryusuke Hamaguchi              | Drive My Car             |
| 2021 | Aleem Khan                     | Epilog lásky             |
| 2022 | Edward Berger                  | Na západní frontě klid   |
| 2022 | Pak Čchan-uk                   | Podezřelá                |
| 2022 | Todd Field                     | Tár                      |
| 2022 | Daniel Kwan a Daniel Scheinert | Všechno, všude, najednou |
| 2022 | Martin McDonagh                | Víly z Inisherinu        |
| 2022 | Gina Prince-Bythewood          | Válečnice                |
| 2023 | Christopher Nolan              | Oppenheimer              |
| 2023 | Andrew Haigh                   | All of Us Strangers      |
| 2023 | Justine Triet                  | Anatomie pádu            |
| 2023 | Alexander Payne                | Zimní prázdniny          |
| 2023 | Bradley Cooper                 | Maestro                  |
| 2023 | Jonathan Glazer                | Zóna zájmu               |
| 2024 | Brady Corbet                   | Brutalista               |
| 2024 | Jacques Audiard                | Emilia Pérez             |
| 2024 | Sean Baker                     | Anora                    |
| 2024 | Edward Berger                  | Konkláve                 |
| 2024 | Coralie Fargeat                | Substance                |
| 2024 | Denis Villeneuve               | Duna: Část druhá         |